# Мекорот
Мекорот — национальная компания водоснабжения Израиля. Поставляет 80 % питьевой воды и около 70 % общего потребления воды в Израиле. Основана в 1937 году под названием «Хеврат ха-маим» («Водная компания»).
Компания поставляет воду в бытовой, сельскохозяйственный и промышленный секторы, Израиля, а также в Иорданию и Палестинскую автономию, в соответствии с политическими обязательствами.
Мекорот управляет примерно 3000 объектами, водоснабжения, контроля качества воды, инфраструктуры, очистки сточных вод, опреснения и т. д.
Система водоснабжения Мекорот объединяет большинство региональных водопроводных станций, Национального водопровода и завода Яркон-Негев. Берет воду из Кинерета, водоносных горизонтов, скважин, морской воды, опресненной воды и солоноватой воды.